# خافيير راثان مايز
زافيير أندرو راثان مايس (بالإنجليزية: Xavier Andrew Rathan–Mayes؛ مواليد 29 أبريل 1994) هو لاعب كرة سلة كندي محترف يلعب لصالح نادي ريال مدريد في الدوري الإسباني والدوري الأوروبي. لقد لعب كرة السلة الجامعية لفريق فلوريدا ستيت سيمينولز.

## مسيرته في المدرسة الثانوية
ولد في ماركهام، أونتاريو، وبدأ لعب كرة السلة في المدرسة الثانوية في أكاديمية كريستيان فيث سنتر في ولاية كارولينا الشمالية. ومع ذلك، رفضت الرابطة الوطنية لرياضة الجامعات قبول الاعتمادات التي حصل عليها من المدرسة، مما دفعه إلى الانتقال إلى مدرسة هنتنغتون الإعدادية في غرب فرجينيا. في مدرسة هنتنغتون الإعدادية، لعب مع لاعب الدوري الاميركي للمحترفين الحالي أندرو ويجينز، وكان يعتبر من أفضل 30 لاعبًا في صفه.

## مسيرته الجامعية

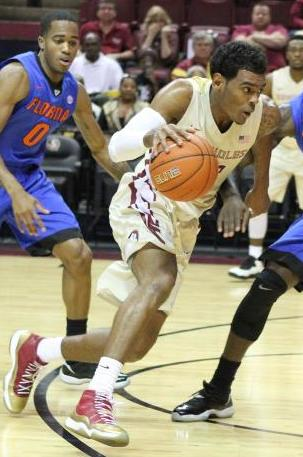
راثان مايز مع ولاية فلوريدا في ديسمبر 2014

لعب راثان مايس لمدة ثلاث سنوات في كرة السلة الجامعية لفريق فلوريدا ستيت سيمينولز بين عامي 2014 و2017.
كطالب جديد في 2014–2015، لعب راثان مايس ثلاث مباريات سجل فيها 30 نقطة أو أكثر. بلغ متوسطه 14.9 نقطة في المباراة الواحدة، ليصبح ثاني طالب جديد يتصدر ولاية فلوريدا في التسجيل. تم اختياره ضمن فريق كل–فريق طلاب السنة الأولى في إيه سي سي. بلغ متوسطه 11.8 نقطة في 2015–16 و10.6 نقطة في 2016–17.

## مسيرته الاحترافية
بعد عدم اختياره في مسودة الدوري الاميركي للمحترفين لعام 2017، لعب راثان مايز لصالح فريق نيويورك نيكس في الدوري الصيفي للرابطة الوطنية لكرة السلة ثم انضم إلى فريق ويستشستر نيكس في الدوري الاميركي للمحترفين جي لموسم 2017–18. في 5 مارس 2018، وقع عقدًا لمدة 10 أيام مع فريق ممفيس جريزليس. لعب خمس مباريات لفريق جريزليز.
بعد اللعب مع فريق لوس أنجلوس ليكرز في دوري كرة السلة الأميركي الصيفي لعام 2018، انضم راثان مايس إلى نادي أيك أثينا في دوري كرة السلة اليوناني لموسم 2018–19. أقيمت مباراته الأخيرة مع نادي أيك أثينا في 29 ديسمبر 2018.
في 8 يناير 2019، تم الاستحواذ عليه من قبل أساطير تكساس من دوري كرة السلة الأمريكي جي. في 25 مباراة لعبها مع الأساطير، حقق متوسط 14.2 نقطة و4.6 كرة مرتدة و6 تمريرات حاسمة و1.1 سرقة في المباراة الواحدة.
في 28 مارس 2019، وقع مع نادي بني هرتسليا من الدوري الإسرائيلي الممتاز لبقية الموسم. في 22 أبريل 2019، سجل أعلى مستوى له هذا الموسم وهو 28 نقطة، حيث سجل 6 من 11 محاولة من مدى ثلاث نقاط، بالإضافة إلى خمس كرات مرتدة وثلاث تمريرات حاسمة في الفوز 76–72 على إيروني نهاريا. تم اختياره لاحقًا كأفضل لاعب في الجولة 28 من الدوري الإسرائيلي.
في شهري يوليو وأغسطس 2019، لعب راثان مايس مع فريق هاميلتون هوني بادجرز في دوري النخبة الكندي لكرة السلة. ساعد الفريق في الوصول إلى نهائي موسم 2019، وسجل 24 نقطة في خسارة أمام أفاعي ساسكاتشوان.
في أكتوبر 2019، عاد راثان مايس للانضمام إلى فريق تكساس ليجندز. في 3 ديسمبر 2019، تم الاستحواذ عليه من قبل فريق كليبرز الماء الساخن في صفقة تجارية.
في 26 فبراير 2021، انضم راثان مايس إلى نادي سيبيو التابع للدوري الوطني الروماني.
في 18 أكتوبر 2021، وقع راثان مايس مع فريق إلوارا هوكز في أستراليا لموسم 2021–22 في الدوري الوطني لكرة السلة.
في مايو 2022، انضم راثان مايس إلى فريق سكاربورو شوتينج ستارز التابع لدوري النخبة الكندي لكرة السلة. لعب ست مباريات في الفترة من 26 مايو إلى 18 يونيو.
في 3 أغسطس 2022، وقع راثان مايس مع نادي ملبورن يونايتد في أستراليا لموسم 2022–23 في الدوري الوطني لكرة السلة. في أول ظهور له مع يونايتد في 2 أكتوبر 2022، سجل 33 نقطة وتسع كرات مرتدة وخمس تمريرات حاسمة في فوز 101–97 في الوقت الإضافي على فريق نيوزيلندا بريكرز.
في 9 فبراير 2023، وقع عقدًا مع نادي مركزيفندي بولد دينيزلي باسكيت في الدوري التركي الممتاز لكرة السلة.
أمضى راثان مايس موسم 2023–2024 مع نادي بي سي إينيسي الروسي، بمتوسط 25.4 نقطة و4.2 كرة مرتدة و4.5 تمريرة حاسمة في المباراة الواحدة، وهو أعلى معدل في مسيرته.
في 12 يوليو 2024، وقع راثان مايس عقدًا لمدة عامين مع نادي ريال مدريد الإسباني القوي، لينتقل إلى الدوري الأوروبي لأول مرة في مسيرته.

## مسيرته مع المنتخب الوطني
مثّل راثان مايس بلده، كندا، مرتين في المسابقات الدولية. شارك في بطولة أمريكا تحت 18 سنة 2012 وبطولة العالم تحت 19 سنة 2013.

## حياته الشخصية
والده بالتبني هو لاعب كرة السلة السابق ثارون مايس.
لدى راثان مايز زوجة أسترالية تعيش في سيدني، أستراليا.

## إحصائيات مسيرته

### الموسم العادي من الدوري الاميركي للمحترفين
| السنة   | الفريق  | لعب | بدأ | دقيقة | ميداني% | ثلاثية | حرة  | ارتداد | صنع | استلاب | تصدي | نقطة |
| ------- | ------- | --- | --- | ----- | ------- | ------ | ---- | ------ | --- | ------ | ---- | ---- |
| 2017–18 | ممفيس   | 5   | 0   | 23.6  | .286    | .071   | .444 | 1.0    | 3.6 | 1.2    | .6   | 5.8  |
| المسيرة | المسيرة | 5   | 0   | 23.6  | .286    | .071   | .444 | 1.0    | 3.6 | 1.2    | .6   | 5.8  |

### دوري أبطال أوروبا لكرة السلة
| العام   | الفريق | لعب | د.ل.م | ميداني% | ن 3 % | ر.ح % | ك.م.م | ت.ح.م | س.ك.م | ك.ل.ل | ن.ل.ل |
| ------- | ------ | --- | ----- | ------- | ----- | ----- | ----- | ----- | ----- | ----- | ----- |
| 2018–19 | أيك    | 8   | 21.8  | .343    | .227  | .600  | 2.3   | 3.6   | .4    | 0     | 8.5   |

### الدوريات المحلية

#### الموسم العادي
ملاحظة: يتم تضمين المباريات في المسابقات المحلية الأساسية فقط. وبالتالي، يتم استبعاد المباريات في المسابقات الأوروبية أو الكأسية.
| السنة   | الفريق          | دوري                                | GP | MPG   | FG%  | 3P%  | FT%  | RPG  | APG  | SPG  | BPG  | PPG   |
| ------- | --------------- | ----------------------------------- | -- | ----- | ---- | ---- | ---- | ---- | ---- | ---- | ---- | ----- |
| 2018–19 | أيك             | الدوري اليوناني لكرة السلة          | 9  | 21.8  | .333 | .370 | .568 | 2.3  | 2.8  | .6   | 0    | 9.7   |
| 2021–22 | صقور إيلوارا    | الدوري الوطني لكرة السلة (أستراليا) | 28 | 23.81 | .440 | .220 | .640 | 5.57 | 4.18 | 0.86 | 0.18 | 10.21 |
| 2022–23 | ميلبورن يونايتد | الدوري الوطني لكرة السلة (أستراليا) | 21 | 29.52 | .430 | .360 | .490 | 5.57 | 4.67 | 1.05 | 0.14 | 13.76 |

## وصلات خارجية
- خافيير راثان مايز على موقع الاتحاد الدولي لكرة السلة (الإنجليزية)
- خافيير راثان مايز على موقع إن بي أي (الإنجليزية)
- خافيير راثان مايز على موقع سبورتس رفرنس (الإنجليزية)
- خافيير راثان مايز على موقع كرة السلة الأوروبية.كوم (الإنجليزية)
- خافيير راثان مايز على موقع كلية كرة السلة في سبورتس رفرنس.كوم (الإنجليزية)
- خافيير راثان مايز على موقع ريلجم (الإنجليزية)
- خافيير راثان مايز على موقع بروبوليرز (الإنجليزية)
- خافيير راثان مايز على موقع سبورتس رفرنس (الإنجليزية)
- خافيير راثان مايز على موقع سبورتس رفرنس (الإنجليزية)

- السيرة الذاتية للاعبي فريق فلوريدا ستيت سيمينولز نسخة محفوظة 7 ديسمبر 2021 على موقع واي باك مشين.
- الملف الشخصي لـ RealGM